# Templo de Santo Domingo (Querétaro)
El convento de Santo Domingo es un convento dominico ubicado en la ciudad de Santiago de Querétaro, México.  Fue establecido al inicio de las misiones dominicas en la Sierra Gorda a finales del siglo XVII, anteriores a las franciscanas, y su historia está ligada a ellas.

## Historia

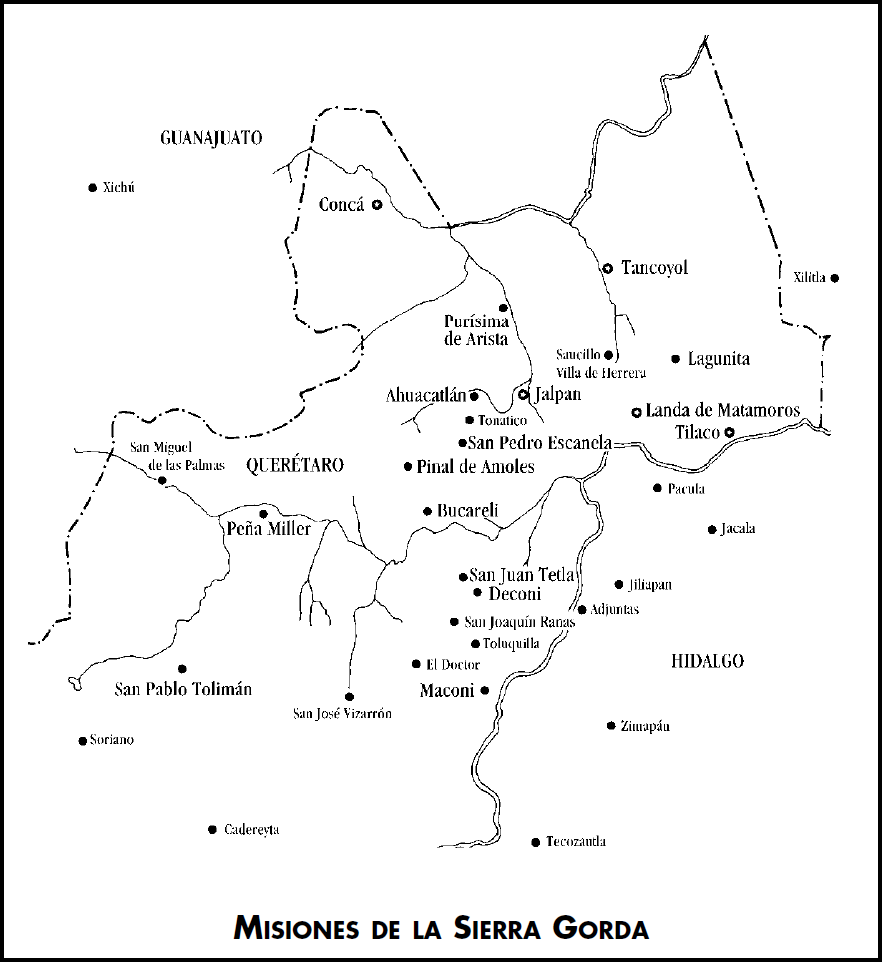
Mapa de todas las misiones en la Sierra Gorda, franciscanas y dominicas.

### Las misiones
En 1684, un año después de la fundación de su colegio de Propaganda Fide en el convento de la Santa Cruz de Querétaro, los franciscanos abandonaron definitivamente las misiones que hasta entonces tenían en el corregimiento de Cadereyta. El área, que entonces se llamaba Cerro Gordo y Minas de Zimapán, tenía las siguientes misiones: 
- Maconí (cabeza de misiones hasta entonces).
- San Nicolás de Tolentino (hoy San Joaquín).
- Nuestra Señora de Guadalupe de Decorí.

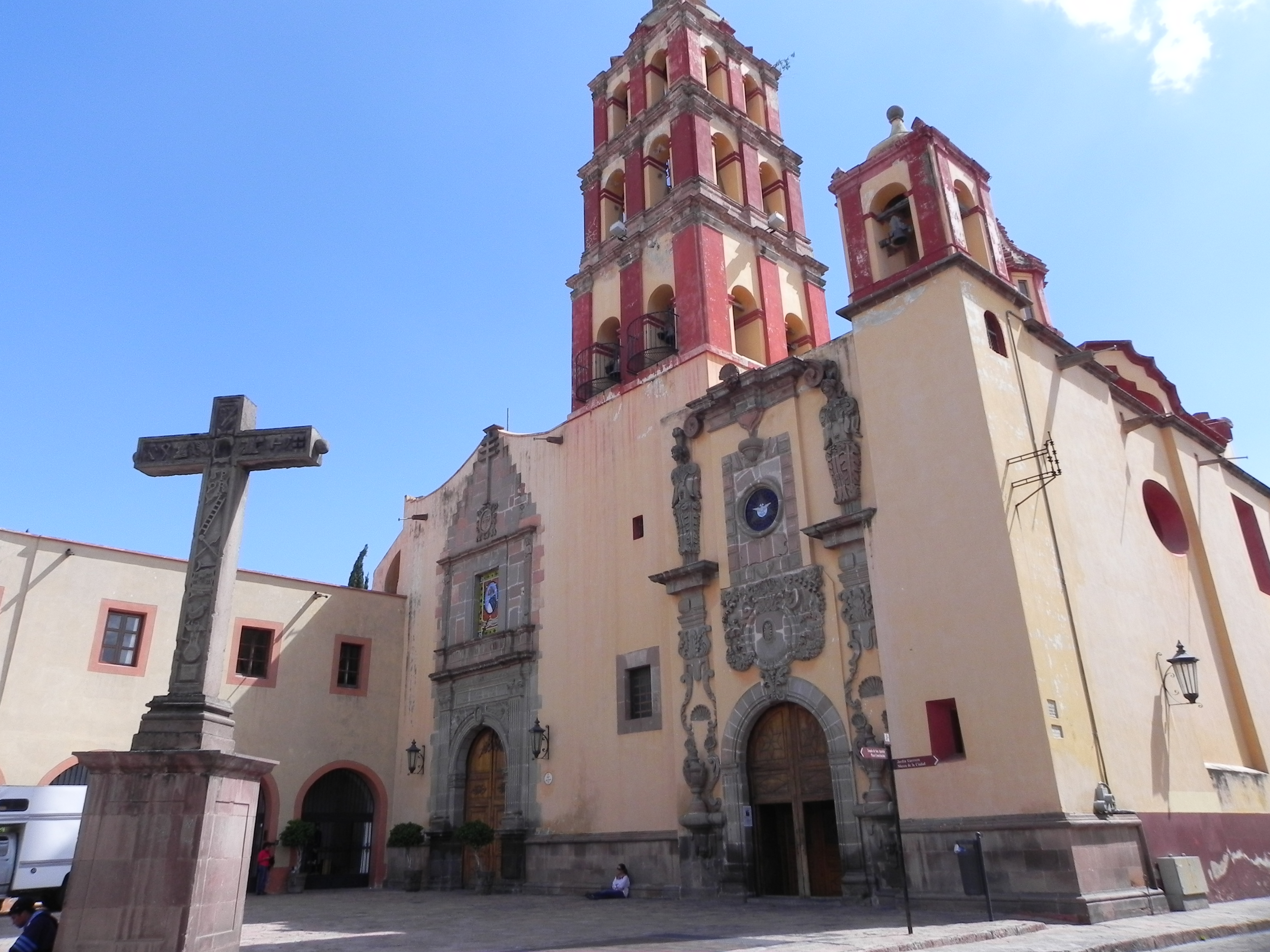
Vista de la iglesia, la capilla del Rosario, la portería del convento y la cruz atrial.

- San Juan Tetla.
- San Francisco Tolimán (hoy Colón).
- La Nopalera.
- Santiago del Palmar.
- San Juan del Llano.[2]

El virrey conde de Paredes tomó cartas en el asunto, y bajo instrucciones del rey Don Carlos II se dirigió al convento de Santo Domingo de México a encargar a fray Felipe Galindo las misiones del Cerro Gordo y Zimapán. Éste aceptó y en 1686, terminando su cargo de provincial, se dirigió a las misiones en cuestión. Las encontró en efecto abandonadas, y a los indios huidos al monte. Tras no poco problema con otros españoles que ya habían tomado las mejores tierras, amenazándolos con la autoridad civil y eclesiástica de México, Madrid y Roma, logró asentar a los indios en congregaciones, pueblos medianamente decentes alrededor de las misiones. Además de la reocupación de los ya mencionados, fundó, entre otros pueblos:
- Santo Domingo Soriano.
- Nuestra Señora de Guadalupe de Ahuacatlán.
- Puginguía.
- San Miguel Palmas.

### Construcción del convento
Asentado el convento, fray Felipe creyó conveniente estar en un sitio más cercano que México para tener dónde administrarlas. Al principio fundó convento en San Juan del Río, pero viendo la falta de servicios como médicos o maestros de lenguas nativas, pensó que lo ideal sería pasarse a Querétaro, donde por haber más población y ya tener el rango de ciudad, pensó, sería más fácil acceder a ellos. Al principio formó hospicio en una casa particular, y tras convencerse de que era el sitio idóneo, pidió las autorizaciones necesarias para fundar. Tras obtener la venia del rey y del arzobispo y vencer la oposición de los franciscanos, al fin se logró fundar el convento. La licencia del rey es del 28 de junio de 1692. Fue hasta el año siguiente que el capítulo provincial aceptó la fundación de los conventos de Querétaro y de San Juan del Río. 
Inmediatamente se estableció en el convento un curso de Artes, equivalente a un colegio de educación media superior (aunque exclusivo de frailes). 

### Construcción de la iglesia
Ya fundado el convento con todas las licencias y aceptado por la Provincia, Galindo procedió a la construcción de la iglesia. Ésta se terminó presumiblemente en 1697 (presunción basada en dos inscripciones en diferentes puntos de la misma) o en 1701 (fecha de su dedicación), inclinándose algunos más por la segunda. En esta fecha se terminó el cuerpo principal de la iglesia y el campanario. No queda constancia del arquitecto o de los constructores de ninguna parte del complejo construida en esta época. 

### Últimos años de la Colonia
El convento vio una época próspera durante el siglo XVIII y el principio del XIX. Se dio suficiente bonanza para que los frailes se permitieran la construcción de dos capillas anexas a la iglesia: la de la Tercera Orden y la del Rosario, y expandieran sus actividades más allá de las misiones entre los otomíes (algunas de las cuales no marchaban muy bien). Hubo archicofradías basadas en la iglesia, así como Orden Tercera. Los retablos eran correspondientes al gusto de la época, con todo el ornato posible. Sin embargo, para el fin del dominio español este apogeo comenzó a disminuir. Esto no fue exclusivo al convento de Querétaro, sino a todos los que estaban en la provincia. Entre las razones que se proponen para explicar esto está: 
1. La salida de algunos frailes a luchar por la independencia.[5]
2. La hostilidad y posterior expulsión de españoles, de los cuales varios eran sacerdotes.
3. La falta de vocaciones por el ambiente bélico en el país.
4. La muerte de los religiosos existentes.
5. La congregación de la mayoría de los religiosos que quedaban en lugares importantes como el convento de México, el colegio de Porta Cæli y el santuario de La Piedad.

### Leyes de Reforma
En 1859 sólo quedaban 36 frailes dominicos, y en seis de sus conventos vivían ya enteramente solos los priores: el de Sombrerete, el de La Piedad, el de Guadalajara, el de Querétaro, el de San Juan del Río y el de San Miguel Palmas (que era la última misión que les quedaba encomendada). 
Con las Leyes de Reforma promulgadas en 1859 y aplicadas el año siguiente por el gobernador José María Arteaga, fray Miguel Loaria, último prior del convento, lo entregó al gobierno el día que Arteaga publicó el decreto: 21 de noviembre de 1860. Fue asignado como cuartel del ejército. 
Fray Miguel regresaría a su convento tres años después con la expulsión de los liberales por obra de Tomás Mejía el 17 de diciembre de 1863, y el posterior fusilamiento de Arteaga en 1865. Dejó registros de cómo el convento había quedado prácticamente en ruinas, sus paredes rayoneadas, hechos algunos cuartos un basurero y la iglesia profanada con los altares destruidos. Faltaban los vasos sagrados e infinidad de riquezas que en el convento se guardaban, y ni siquiera los sepulcros se hallaron intactos. Permaneció el convento en manos del prior, que alguna mejora ha de haber hecho al recinto, hasta el fin del segundo imperio. 

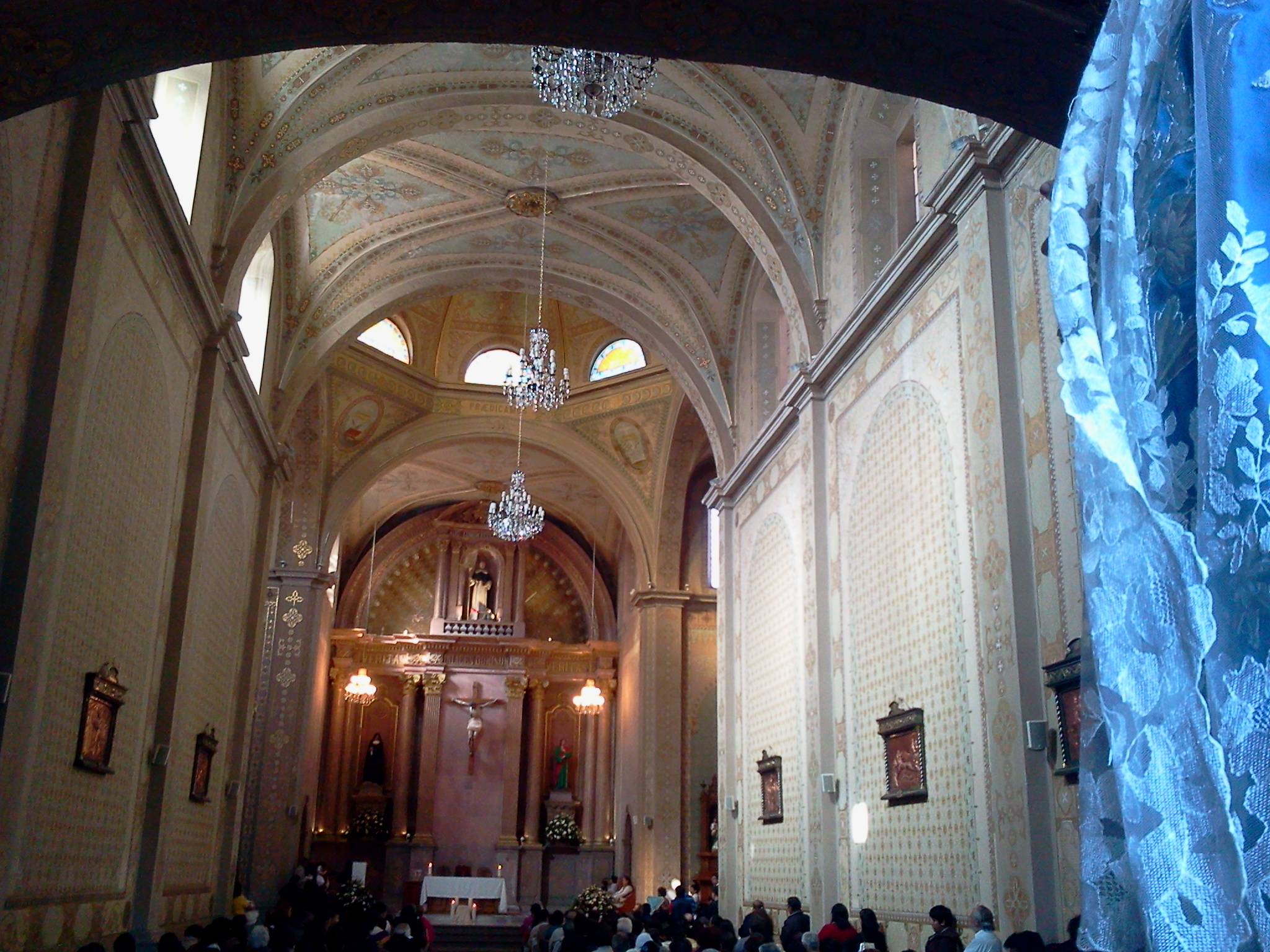
Vista del interior como fue restaurado en 1904.

### República Restaurada y Porfiriato
Con el triunfo de la República, el convento volvió a convertirse en cuartel. En 1875 se pusieron en venta tanto el convento como la iglesia por 2160 pesos, aunque no en su totalidad, pues buena parte de la cuadra en que se hallaba ya había sido fraccionada formando casas particulares. El padre provincial de la Provincia Franciscana de San Pedro y San Pablo de Michoacán, fray José de Jesús Rico aprovechó la ocasión y los compró, con ánimos a regresarlos a los padres dominicos. Los franciscanos mantuvieron la administración de la iglesia hasta 1904, aunque el padre Rico vendió parte de la huerta al Hospicio Vergara, fundado por los herederos de Doña Josefa Vergara. El último guardián franciscano, fray Buenaventura Chávez, compró otra parte del convento en manos de particulares por 3680 pesos. Mantuvieron la iglesia, sí, pero no la restauraron a su antigua gloria; sólo se mantuvo lo suficiente para no venirse abajo. 
En 1895 sólo quedaban cuatro dominicos en todo el país, y sólo una provincia, la de México. De todos los conventos y doctrinas que legaron a administrar, sólo les quedaban el de México, el de la Puebla de los Ángeles, y el de Azcapotzalco. En este año llegaron unos frailes españoles, que bajo las órdenes del maestro general Andreas Frühwirth y el papa León XIII venían a restaurar la Provincia de Santiago de México, y en la medida de lo posible las de la Puebla y Oaxaca. Los frailes eran fray José Domingo Martínez, fray Rafael J. Menéndez, fray Secundino Martínez y fray Constantino Álvarez, quedándose los segundos. Lograron levantar lo que quedó del de México y fundaron casa en San Luis Potosí. En 1901 llegó a México el padre Segundo Fernández, también español, que entre sus propósitos traía el de recuperar el convento de Querétaro. Para ello hizo no pocas providencias y entrevistas con los franciscanos, tomando eclesiásticamente posesión del convento a finales de 1903. El padre Chávez finalmente vendió todo el conjunto en 1904 por 1000 pesos a fray Domingo Fernández y Fernández,  legalizando la posesión de los dominicos por la vía jurídica. 
Desde que los dominicos se hicieron cargo de la iglesia, llegaron nuevos frailes a restaurarla. Fray Domingo Fernández se encargó del altar mayor y el del crucero derecho, fray Ramón Tascón el del crucero izquierdo, y fray Pascual Costea el de la capilla del Rosario. La novedad incluyó el cambio de San Pedro y San Pablo en el altar mayor por Santo Domingo. Fray Joaquín Encinas se encargó de los demás detalles, como el órgano y las decoraciones. El ornamento fue mucho menor que el colonial, pero se dejó bastante decente con altares neoclásicos. Para 1910, era uno de los templos con mayor feligresía en la ciudad, en especial por la expansión de la devoción del Santo Rosario. 

### De la Revolución a la Guerra Cristera
Con el estallido de la Revolución Mexicana y la amenaza de la invasión de Querétaro por tropas carrancistas, varios frailes se congregaron en Veracruz, para que si había necesidad de abandonar el país, fuese fácil hacerlo. Algunos lo hicieron saliendo a La Habana, pero otros (entre ellos el prior de Querétaro, fray Rogelio Gonzalo) regresaron a la capital. De todas formas, el convento quedó sin religiosos. Sin embargo, antes de salir el prior se encargó de que no quedase abandonado, y lo encargó a Don Evaristo Juaristi Ostendi dándole la autorización de vivir en el convento con su familia y hasta la propiedad del edificio ante la ley. Éste tenía la comisión de hacer lo posible por impedir que la soldadesca invadiera el convento. 
Los carrancistas en efecto llegaron en julio de 1914, y Juaristi logró mantener el convento indemne, relacionándose con las autoridades apropiadas. El prior volvió a Querétaro a principios de 1915, y permaneció en la ciudad hasta su expulsión en febrero de 1916 por su nacionalidad española.
Tras vacancias y breves persecuciones, al fin en 1920 se reestablecen las actividades del convento, con sacerdote residente y hermano lego. Sin embargo, no fue sino hasta 1924 que los Juaristi regresaron a vivir a su casa.
Las persecuciones empezaron de nuevo en con la proclamación del presidente Plutarco Elías Calles de la ley que ordenaba a los sacerdotes registrarse como empleados del Estado. En 1926 se cerró el culto público por orden de los obispos, y en 1927 el gobierno prohibió el culto privado. Todos los dominicos, que eran extranjeros, salieron del país.

### Historia posterior
No se volvió a formar comunidad de dominicos sino hasta 1949, pues el acuerdo que puso fin a las hostilidades de la guerra Cristera no permitía aún el oficio de sacerdotes extranjeros en el país, y el único dominico que quedaba en toda la República era fray Vicente Escalante. Estuvo éste en el convento de Querétaro de 1929 a 1938, en que se hizo cargo del de Oaxaca, y el templo que formalmente todavía pertenecía a la Orden, permaneció bajo administración de clérigos seculares. 
En 1949 volvieron los dominicos a hacerse cargo de su convento, en la persona del prior fray Félix Pérez Trincado, siendo necesaria de nueva cuenta la restauración del mismo. La de 1950, aunque ni por asomo tan extensa como la de 1904, fue también costosa, pues involucraba cambiar el piso, reafinar el órgano y algo de pintura.
Desde entonces, ha habido ocupación ininterrumpida de frailes dominicos en el convento. Uno de los más famosos priores que tuvo desde entonces fue el padre Esteban Arroyo, que fundó en el convento el Instituto Dominicano de Investigaciones Históricas, además de hacer varias restauraciones adicionales a la iglesia. Por el instituto mismo, fue trasladado el archivo completo de la provincia al convento de Querétaro.

## Descripción

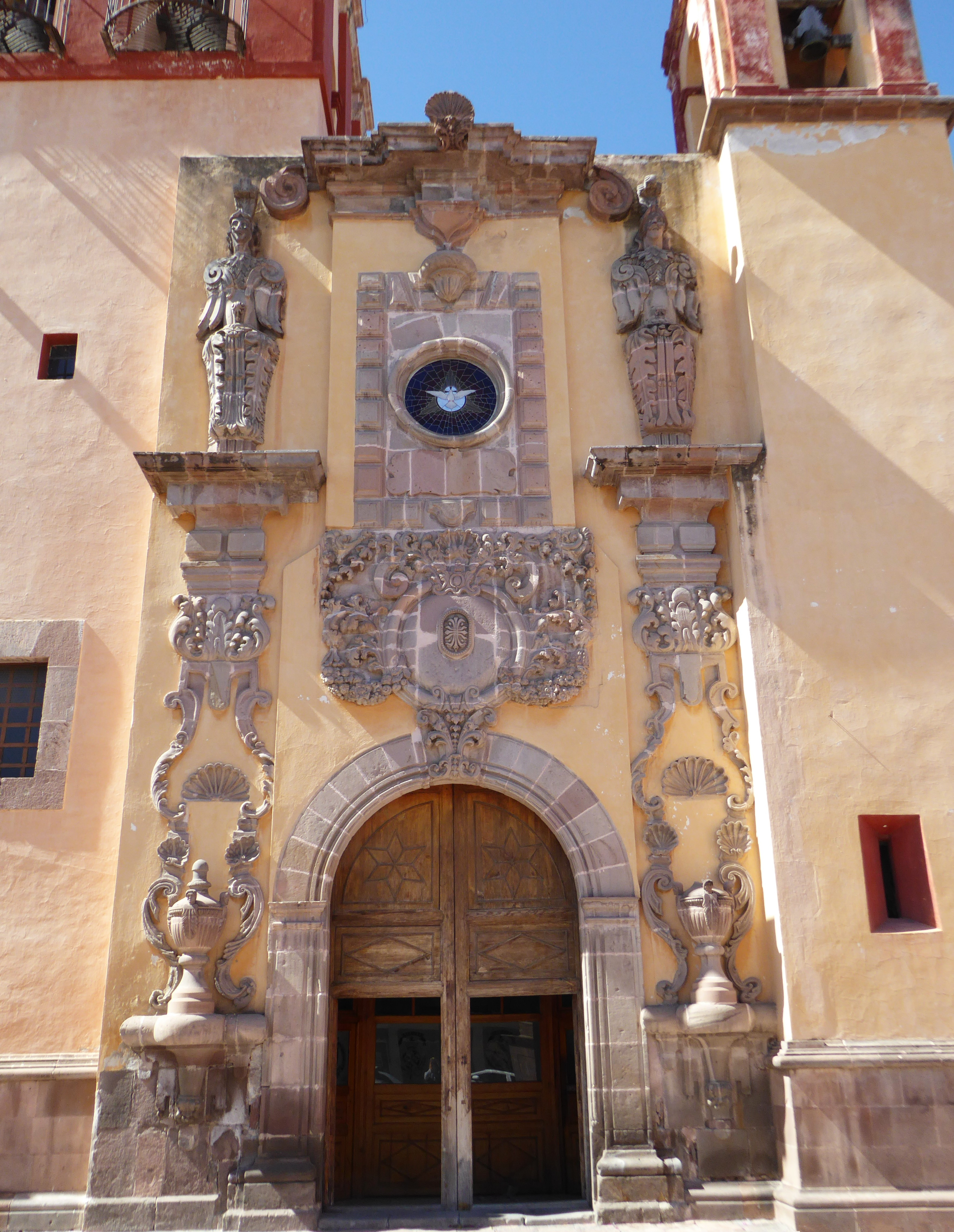
Fachada ornamentada de la capilla del Rosario.

Aunque los edificios de la iglesia siguen intactos, el edificio del convento está muy reducido, como se pudo ver párrafos arriba. Sin embargo, lo que le queda está en buen estado de conservación. 

### Iglesia de Santo Domingo propiamente dicha
La iglesia es sobria tanto por fuera como por dentro. Su planta es de cruz latina, y es de medianas dimensiones. La fachada es recta y sin gran ornamento, con una cruz patriarcal y el escudo de la orden esculpidos en ella, mientras que el campanario de tres cuerpos es esbelto y da la impresión de altura, pero palidece frente a otros en el mismo paisaje urbano. Posee una cúpula encima del crucero. 
Hay tres altares: el mayor de cantera, y dos laterales de madera. El altar mayor es de cantera rosada, de estilo neoclásico. Alegaron los restauradores de principios del siglo XX que se elegía ese material para que fuese más difícil quemarlo o destruirlo como ocurrió a mediados del sigl anterior. En medio de este altar hay un Cristo crucificado, y arriba del mismo se encuentra Santo Domingo como patrón del convento. A su derecha se encuentra la Virgen de los Dolores, y a la izquierda San Juan Apóstol. 

### Capilla de la Tercera Orden
Esta capilla se construyó en 1759 y se dedicó originalmente a Santa Rosa de Lima. Sin embargo, la Tercera Orden llevaba establecida en Querétaro desde 1740. Fue Mariano de las Casas su arquitecto. 
No es accesible más que desde la iglesia misma, que tiene una puerta en el crucero izquierdo para entrar. Es rectangular y muy reducida, pero posee una pequeña cúpula. Su antigua sacristía es usada como columbario. 
Hoy está dedicada a Nuestra Señora de Fátima. 

### Capilla del Rosario
Esta capilla se dedicó en 1742, y desde siempre ha tenido la advocación de la Virgen del Rosario, a la que los frailes dominicos siempre han tenido especial devoción. 
Tiene entrada desde el atrio, lo que hace que parezca que la iglesia tiene en realidad una portada doble. Aunque de menores dimensiones, su portada es mucho más ornamentada que la de la iglesia propiamente dicha. Por dentro también fue así, aunque de esta riqueza no queda ni rastro. Es rectangular, y posee una cúpula ligeramente mayor que la de la iglesia, siendo además su linterna (arquitectura) puntiaguda y mucho más ornamentada. Posee además un campanario propio, aunque de un solo cuerpo. 
En la capilla se venera una imagen llamada Señor de las Maravillas, muy similar a la de la Puebla.

### Convento
Del amplio convento que ocupó la cuadra completa, sólo queda una pequeña parte. Se destaca la portería del convento, originalmente construida para dar asilo a los pobres, hoy cerrada con rejas y vidrios. El claustro es muy humilde, de cuatro arcos gruesos que más que ser hechos de pilares aparte, parecen perforados en la pared. La planta alta no está abierta, son sólo ventanas arriba de cada arco. 

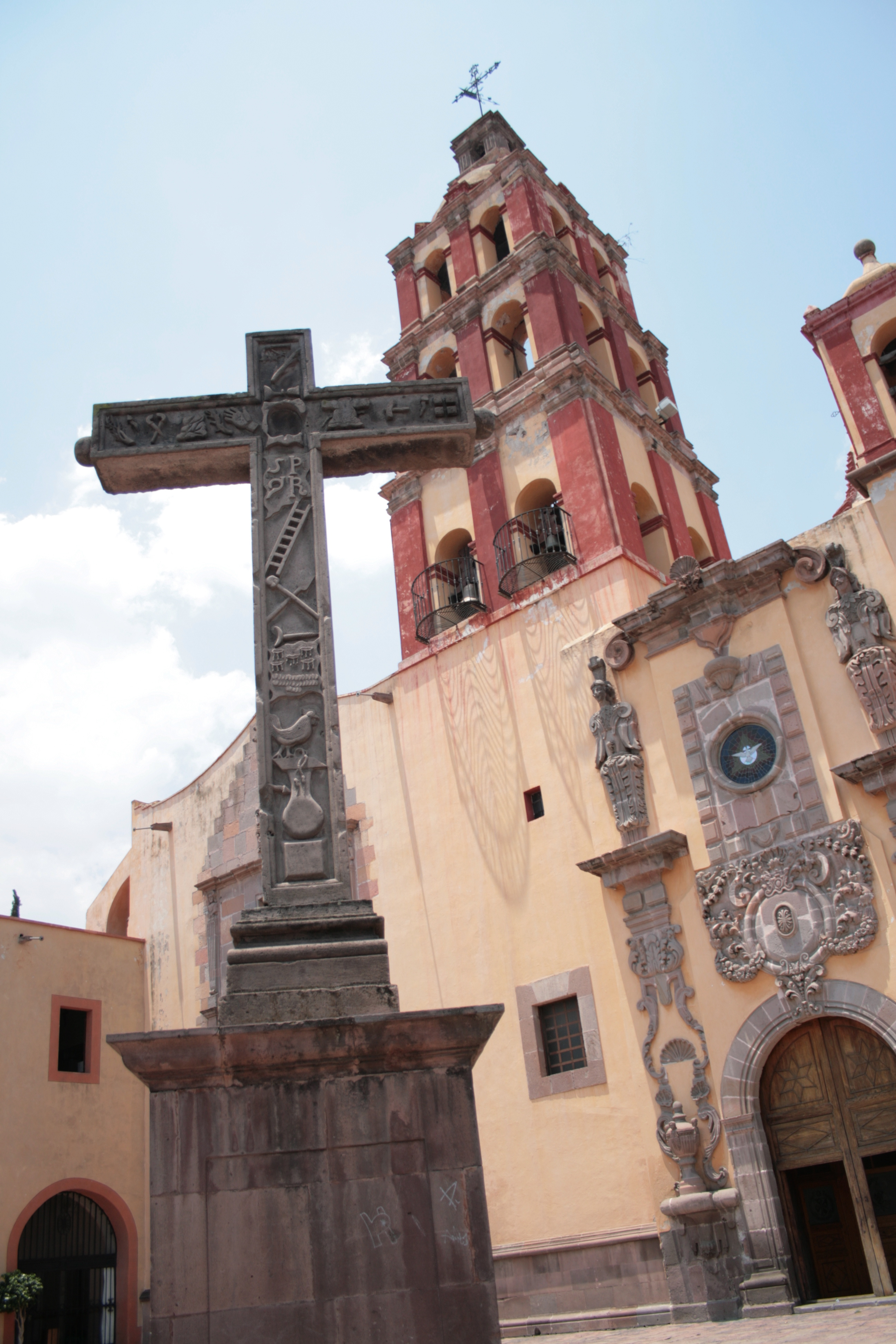
Cruz atrial.

Parte del convento está reconstruido con lo que fueron casas particulares, construidas tras la exclaustración y venta de gran parte del convento original. Por ejemplo, se puede ver empotrada a fuerza una casa en la Calle de Vicente Guerrero №20, así como la de la Calle de Pino Suárez №55 (cuyo número ha desaparecido, pero su ventanal se conserva, a través del cual se puede ver una enorme vasija con el escudo de la Orden impreso). 

### Atrio
El atrio es un espacio abierto, solamente delimitado por la calle y los edificios a su alrededor. Al poniente de éste está la iglesia, al sur la portería del convento. Está todo cubierto de cantera rosa, como el resto de las calles de la ciudad, pero está ligeramente levantado con respecto a las banquetas circundantes. 

### Cruz atrial
La cruz es de 1739, y recibe el mote de Cruz Historiada. Estuvo al principio en el hoy extinto cementerio del Espíritu Santo, y luego en el atrio de la capilla homónima (que hoy sigue bardado). Es una de las típicas cruces atriales que existen en todo el centro de la República, con información gráfica referente a la Pasión de Cristo. Entre los símbolos esculpidos en la cruz se encuentran el gallo que cantó a Pedro, la escalera en que subieron a Cristo a la cruz, los clavos con que fue crucificado, las treinta monedas de Judas, la lanza con que se atravesó el costado de Cristo, el látigo con que fue azotado, la caña con que le herían, la túnica que los soldados rasgaron, la mano de Caifás con que abofeteó a Jesús, los dados con que los soldados se repartían su túnica, el cáliz de la Última Cena y cinco hilos que representan la flagelación.